# Seeyeehkwot-kiiyaahaang
Seeyeehkwot-kiiyaahaang, banda Kato Indijanaca, porodica Athapaskan, iz sjeverozapadne Kalifornije, čije se selo Seelsholtc'eeng'aading (= "Grinding Stone Sticks Out Village") nalazilo negdje kod Laytonvillea na Turtle Creeku (Seeyeehkot). 

## Vanjske poveznice
- Cahto Band Names